# Jacob Andreas Wolf
Jacob Andreas Wolf (26. juni 1749 – 14. december 1819) var en dansk matematiker.
J.A. Wolf var søn af skipper og købmand Andreas Schumacher Wolf (født 1715 død 1768) og Anne Mette født Flindt (født 1714 død 1758) i Nykøbing Falster. Han blev student 1769, teologisk kandidat 1782. Han var huslærer for Balthasar Münters søn, den senere biskop Friederich Münter.
Et ved Universitetsfundatsen 1788 oprettet ekstraordinært professorat i matematik besattes med ham efter konkurrence med Ole Warberg. 1803 blev Wolf ordinær professor og inspector ved det pædagogiske Seminariums matematisk-fysiske klasse. 1816-17 var han Københavns Universitet rektor. 1805 optoges han i Videnskabernes Selskab.
Han var gift med Charlotte Amalie født Giessing (død 31. januar 1814).
Man skylder ham oversættelser af forskelligartede værker, deriblandt nogle matematiske bøger, som benyttedes ved universitetsundervisningen, og nogle småpjecer, deriblandt et matematisk universitetsprogram.